# Llista de medallistes olímpics de gimnàstica (homes)
Aquesta és una llista dels medallistes olímpics de gimnàstica en categoria masculina:

## Medallistes

### Programa actual

#### Gimnàstica artística

##### Exercici complet individual
| Edició               | Or                 | Argent            | Bronze             |
| 1900 París           | Gustave Sandras    | Noël Bas          | Lucien Demanet     |
| 1904 St. Louis       | Julius Lenhart     | Wilhelm Weber     | Adolf Spinnler     |
| 1908 Londres         | Alberto Braglia    | Walter Tysall     | Louis Segura       |
| 1912 Estocolm        | Alberto Braglia    | Louis Segura      | Adolfo Tunesi      |
| 1920 Anvers          | Giorgio Zampori    | Marco Torrès      | Jean Gounot        |
| 1924 París           | Leon Štukelj       | Robert Pražák     | Bedřich Šupčík     |
| 1928 Amsterdam       | Georges Miez       | Hermann Hänggi    | Leon Štukelj       |
| 1932 Los Angeles     | Romeo Neri         | István Pelle      | Heikki Savolainen  |
| 1936 Berlín          | Alfred Schwarzmann | Eugen Mack        | Konrad Frey        |
| 1948 Londres         | Veikko Huhtanen    | Walter Lehmann    | Paavo Aaltonen     |
| 1952 Hèlsinki        | Viktor Chukarin    | Hrant Xahinian    | Josef Stalder      |
| 1956 Melbourne       | Viktor Chukarin    | Takashi Ono       | Yuri Titov         |
| 1960 Roma            | Boris Shakhlin     | Takashi Ono       | Yuri Titov         |
| 1964 Tòquio          | Yukio Endo         | Viktor Lisitsky   | No es concedí      |
| 1964 Tòquio          | Yukio Endo         | Boris Shakhlin    | No es concedí      |
| 1964 Tòquio          | Yukio Endo         | Shuji Tsurumi     | No es concedí      |
| 1968 Ciutat de Mèxic | Sawao Kato         | Mikhail Voronin   | Akinori Nakayama   |
| 1972 Múnic           | Sawao Kato         | Eizo Kenmotsu     | Akinori Nakayama   |
| 1976 Mont-real       | Nikolai Andriànov  | Sawao Kato        | Mitsuo Tsukahara   |
| 1980 Moscou          | Alexander Dityatin | Nikolai Andriànov | Stoyan Deltchev    |
| 1984 Los Angeles     | Koji Gushiken      | Peter Vidmar      | Li Ning            |
| 1988 Seül            | Vladimir Artemov   | Valeri Liukin     | Dmitri Bilozertxev |
| 1992 Barcelona       | Vitali Sxerbo      | Hrihori Missiutin | Valery Belenky     |
| 1996 Atlanta         | Li Xiaoshuang      | Aleksei Némov     | Vitali Sxerbo      |
| 2000 Sydney          | Aleksei Némov      | Yang Wei          | Alexander Beresch  |
| 2004 Atenes          | Paul Hamm          | Kim Dae-Eun       | Yang Tae-Young     |
| 2008 Pequín          | Yang Wei           | Kohei Uchimura    | Benoît Caranobe    |
| 2012 Londres         | Kohei Uchimura     | Marcel Nguyen     | Danell Leyva       |
| 2016 Rio             | Kohei Uchimura     | Oleg Vernyayev    | Max Whitlock       |

##### Exercici complet per equips
| Edició               | Or | Argent | Bronze |
| 1904 St. Louis       | Estats UnitsJohn Grieb · Anton Heida · Max Hess · Philip Kassel · Julius Lenhart · Ernst Reckeweg | Estats UnitsEmil Beyer · John Bissinger · Arthur Rosenkampff · Julian Schmitz · Otto Steffen · Max Wolf | Estats UnitsJohn Duha · Charles Krause · George Mayer · Robert Maysack · Philip Schuster · Edward Siegler |
| 1908 Londres         | Suècia Gösta Åsbrink · Carl Bertilsson · Hjalmar Cedercrona · Andreas Cervin · Rudolf Degermark · Carl Folcker · Sven Forssman · Erik Granfelt · Carl Hårleman · Nils Hellsten · Gunnar Höjer · Arvid Holmberg · Carl Holmberg · Oswald Holmberg · Hugo Jahnke · John Jarlén · Gustaf Johnsson · Rolf Johnsson · Nils von Kantzow · Sven Landberg · Olle Lanner · Axel Ljung · Osvald Moberg · Carl Martin Norberg · Erik Norberg · Tor Norberg · Axel Norling · Daniel Norling · Gösta Olson · Leonard Peterson · Sven Rosén · Gustaf Rosenquist · Axel Sjöblom · Birger Sörvik · Haakon Sörvik · Karl Johan Svensson · Karl Gustaf Vinqvist · Nils Widforss | NoruegaArthur Amundsen · Carl Albert Andersen · Otto Authén · Hermann Bohne · Trygve Bøyesen · Oskar Bye · Conrad Carlsrud · Sverre Grøner · Harald Halvorsen · Harald Hansen · Petter Hol · Eugen Ingebretsen · Ole Iversen · Per Mathias Jespersen · Sigge Johannessen · Nicolai Kiær · Carl Klæth · Thor Larsen · Rolf Lefdahl · Hans Lem · Anders Moen · Frithjof Olsen · Carl Alfred Pedersen · Paul Pedersen · Sigvard Sivertsen · John Skrataas · Harald Smedvik · Andreas Strand · Olaf Syvertsen · Thomas Thorstensen | Finlàndia Eino Forsström · Otto Granström · Johan Kemp · Iivari Kyykoski · Heikki Lehmusto · John Lindroth · Yrjö Linko · Edvard Linna · Matti Markkanen · Kaarlo Mikkolainen · Veli Nieminen · Kaarlo Kustaa Paasia · Arvi Pohjanpää · Aarne Pohjonen · Eino Railio · Heikki Riipinen · Arno Saarinen · Einar Werner Sahlstein · Aarne Salovaara · Karl Sandelin · Elis Sipilä · Viktor Smeds · Kaarlo Soinio · Kurt Enoch Stenberg · Väinö Tiiri · Karl Magnus Wegelius |
| 1912 Estocolm        | ItàliaPietro Bianchi · Guido Boni · Alberto Braglia · Giuseppe Domenichelli · Carlo Fregosi · Alfredo Gollini · Francesco Loi · Luigi Maiocco · Giovanni Mangiante · Lorenzo Mangiante · Serafino Mazzarochi · Guido Romano · Paolo Salvi · Luciano Savorini · Adolfo Tunesi · Giorgio Zampori · Umberto Zanolini · Angelo Zorzi | HongriaJózsef Bittenbinder · Imre Erdődy · Samu Fóti · Imre Gellért · Győző Haberfeld · Ottó Hellmich · István Herczeg · József Keresztessy · Lajos Kmetykó · János Krizmanich · Elemér Pászti · Árpád Pédery · Jenõ Rittich · Ferenc Szüts · Ödön Téry · Géza Tuli | Regne UnitAlbert Betts · William Cowhig · Sidney Cross · Harold Dickason · Herbert Drury · Bernard Franklin · Leonard Hanson · Samuel Hodgetts · Charles Luck · William MacKune · Ronald McLean · Alfred Messenger · Henry Oberholzer · Edward Pepper · Edward Potts · Reginald Potts · George Ross · Charles Simmons · Arthur Southern · William Titt · Charles Vigurs · Samuel Walker · John Whitaker                                                                   |
| 1920 Anvers          | ItàliaArnaldo Andreoli · Ettore Bellotto · Pietro Bianchi · Fernando Bonatti · Luigi Cambiaso · Luigi Contessi · Carlo Costigliolo · Luigi Costigliolo · Giuseppe Domenichelli · Roberto Ferrari · Carlo Fregosi · Romualdo Ghiglione · Ambrogio Levati · Francesco Loi · Vittorio Lucchetti · Luigi Maiocco · Ferdinando Mandrini · Lorenzo Mangiante · Antonio Marovelli · Michele Mastromarino · Giuseppe Paris · Manlio Pastorini · Ezio Roselli · Paolo Salvi · Giovanni Tubino · Giorgio Zampori · Angelo Zorzi | BèlgicaEugenius Auwerkerken · Théophile Bauer · François Claessens · Augustus Cootmans · Frans Gibens · Albert Haepers · Dominique Jacobs · Félicien Kempeneers · Jules Labéeu · Hubert Lafortune · Auguste Landrieu · Charles Lannie · Constant Loriot · Nicolaas Moerloos · Ferdinand Minnaert · Louis Stoop · Jean Van Guysse · Alphonse Van Mele · François Verboven · Jean Verboven · Julien Verdonck · Joseph Verstraeten · Georges Vivex · Julianus Wagemans                                                            | FrançaGeorges Berger · Émile Bouchès · René Boulanger · Alfred Buyenne · Eugène Cordonnier · Léon Delsarte · Lucien Démanet · Paul Durin · Georges Duvant · Fernand Fauconnier · Arthur Hermann · Albert Hersoy · André Higelin · Auguste Hoël · Louis Kempe · Georges Lagouge · Paulin Lemaire · Ernest Lespinasse · Émile Martel · Jules Pirard · Eugène Pollet · Georges Thurnherr · Marco Torrès · François Walker · Julien Wartelle · Paul Wartelle                  |
| 1924 París           | ItàliaLuigi Cambiaso · Mario Lertora · Vittorio Lucchetti · Luigi Maiocco · Ferdinando Mandrini · Francesco Martino · Giuseppe Paris · Giorgio Zampori | FrançaEugène Cordonnier · Léon Delsarte · François Gangloff · Jean Gounot · Arthur Hermann · André Higelin · Joseph Huber · Albert Séguin | SuïssaHans Grieder · August Güttinger · Jean Gutweninger · Georges Miez · Otto Pfister · Antoine Rebetez · Carl Widmer · Josef Wilhelm |
| 1928 Amsterdam       | SuïssaHans Grieder · August Güttinger · Hermann Hänggi · Eugen Mack · Georges Miez · Otto Pfister · Eduard Steinemann · Melchior Wezel | TxecoslovàquiaJosef Effenberger · Jan Gajdoš · Jan Koutný · Emanuel Löffler · Bedřich Šupčík · Ladislav Tikal · Ladislav Vácha · Václav Veselý | Iugoslàvia Edvard Antosiewicz · Dragutin Cioti · Stane Derganc · Boris Gregorka · Anton Malej · Janez Porenta · Jože Primožič · Leon Štukelj |
| 1932 Los Angeles     | ItàliaOreste Capuzzo · Savino Guglielmetti · Mario Lertora · Romeo Neri · Franco Tognini | Estats UnitsFrank Haubold · Alfred Jochim · Michael Schuler · Frank Cumiskey · Frederick Meyer | FinlàndiaHeikki Savolainen · Martti Uosikkinen · Veikko Pakarinen · Mauri Nyberg-Noroma · Einari Teräsvirta |
| 1936 Berlín          | AlemanyaFranz Beckert · Konrad Frey · Alfred Schwarzmann · Willi Stadel · Inno Stangl · Walter Steffens · Matthias Volz · Ernst Winter | SuïssaWalter Bach · Albert Bachmann · Walter Beck · Eugen Mack · Georges Miez · Michael Reusch · Eduard Steinemann · Josef Walter | FinlàndiaMauri Nyberg-Noroma · Veikko Pakarinen · Aleksanteri Saarvala · Heikki Savolainen · Esa Seeste · Einari Teräsvirta · Eino Tukiainen · Martti Uosikkinen |
| 1948 Londres         | FinlàndiaPaavo Aaltonen · Veikko Huhtanen · Kalevi Laitinen · Olavi Rove · Aleksanteri Saarvala · Sulo Salmi · Heikki Savolainen · Einari Teräsvirta | SuïssaKarl Frei · Christian Kipfer · Walter Lehmann · Robert Lucy · Michael Reusch · Josef Stalder · Emil Studer · Melchior Thalmann | HongriaLászló Baranyai · Jozsef Fekete · Gyözö Mogyorosi · János Klencs · Ferenc Pataki · Lajos Sántha · Lajos Tóth · Ferenc Várkõi |
| 1952 Hèlsinki        | Unió SovièticaViktor Chukarin · Hrant Xahinian · Valentin Muratov · Evgeny Korolkov · Vladimir Belyakov · Iosif Berdiev · Mikhail Perelman · Dmitri Leonkin | SuïssaJosef Stalder · Hans Eugster · Jean Tschabold · Jack Günthard · Melchior Thalmann · Ernst Gebedinger · Hans Schwarzentruber · Ernst Fivian | FinlàndiaOnni Lappalainen · Berndt Lindfors · Paavo Aaltanen · Kaino Lempinen · Heikki Savolainen · Kalevi Laitinen · Kalevi Viskari · Olavi Rove |
| 1956 Melbourne       | Unió SovièticaViktor Chukarin · Valentin Muratov · Boris Shakhlin · Albert Azarian · Yuri Titov · Pavel Stolbov | JapóTakashi Ono · Masao Takemoto · Akira Kono · Nobuyuki Aihara · Shinji Tsukawaki · Masumi Kubota | FinlàndiaRaime Heinonen · Onni Lappalainen · Olavi Leimuvirta · Berndt Lindfors · Martti Mansikka · Kalevi Suoniemi |
| 1960 Roma            | JapóMasao Takemoto · Takashi Ono · Nobuyuki Aihara · Yukio Endo · Shuji Tsurumi · Takashi Mitsukuri | Unió SovièticaBoris Shakhlin · Yuri Titov · Albert Azaryan · Vladimir Portnoi · Valery Kerdemilidi · Nikolai Miligulo | ItàliaGiovanni Carminucci · Pasquale Carminucci · Gianfranco Marzola · Franco Menichelli · Orlando Polmonari · Angelo Vicardi |
| 1964 Tòquio          | JapóYukio Endo · Shuji Tsurumi · Haruhiro Yamashita · Takuji Hayata · Takashi Mitsukuri · Takashi Ono | Unió SovièticaBoris Shakhlin · Viktor Lisitsky · Viktor Leontev · Yuri Tsapenko · Yuri Titov · Sergei Diomidov | AlemanyaSiegfried Fülle · Klaus Köste · Erwin Koppe · Peter Weber · Philipp Fürst · Günter Lyhs |
| 1968 Ciutat de Mèxic | JapóYukio Endo · Takeshi Kato · Akinori Nakayama · Sawao Kato · Mitsuo Tsukahara · Eizo Kenmotsu | Unió SovièticaMikhail Voronin · Sergei Diomidov · Viktor Lisitsky · Valery Karasev · Vladimir Klimenko · Valery Ilyinykh | RDASiegfried Fülle · Klaus Köste · Matthias Brehme · Gerhard Dietrich · Peter Weber · Günter Beier |
| 1972 Múnic           | JapóSawao Kato · Eizo Kenmotsu · Shigeru Kasamatsu · Akinori Nakayama · Mitsuo Tsukahara · Teruichi Okamura | Unió SovièticaNikolai Andriànov · Mikhail Voronin · Viktor Klimenko · Edvard Mikaelian · Alexander Maleev · Vladimir Schukin | RDAKlaus Köste · Matthias Brehme · Wolfgang Thüne · Wolfgang Klotz · Reinhard Rychly · Jürgen Paeke |
| 1976 Mont-real       | JapóShun Fujimoto · Igarashi Hisato · Hiroshi Kajiyama · Sawao Kato · Eizo Kenmotsu · Mitsuo Tsukahara | Unió SovièticaNikolai Andriànov · Alexander Dityatin · Gennadi Kryssin · Vladimir Marchenko · Vladimir Markelov · Vladimir Tikhonov | RDARoland Brückner · Rainer Hanschke · Bernd Jager · Wolfgang Klotz · Lutz Mack · Michael Nikolay |
| 1980 Moscou          | Unió SovièticaNikolai Andriànov · Eduard Azaryan · Alexander Dityatin · Bogdan Makuts · Vladimir Markelov · Alexander Tkachyov | RDARalf-Peter Hemmann · Lutz Hoffmann · Lutz Mack · Michael Nikolay · Andreas Bronst · Roland Brückner | HongriaFerenc Donath · Gyorgy Guczoghy · Zoltan Kelemen · Peter Kovacs · Zoltan Magyar · Istvan Vamos |
| 1984 Los Angeles     | Estats UnitsPeter Vidmar · Bart Conner · Mitchell Gaylord · Timothy Daggett · James Hartung · Scott Johnson | R.P. de la XinaLi Ning · Tong Fei · Xu Zhiqiang · Lou Yun · Li Xiaoping · Li Yuejiu | JapóKoji Gushiken · Nobuyuki Kajitani · Noritoshi Hirata · Shinji Morisue · Koji Sotomura · Kyoji Yamawaki |
| 1988 Seül            | Unió SovièticaVladimir Novikov · Vladimir Gogoladze · Dmitri Bilozertxev · Valeri Liukin · Vladimir Artemov · Sergei Kharkov | RDAUlf Hoffmann · Andreas Wecker · Sven Tippelt · Ralf Buchner · Holger Behrendt · Sylvio Kroll | JapóTakahiro Yamada · Hiroyuki Konishi · Toshiharu Sato · Daisuke Nishikawa · Koichi Mizushima · Yukio Iketani |
| 1992 Barcelona       | Equip UnificatVitali Sxerbo Hrihori Missiutin Rustam Sharipov Valery Belenky Igor Korobchinsky Alexei Voropaev | R.P. de la XinaGuo Linyao · Li Chunyang · Li Dashuang · Li Ge · Li Jing · Li Xiaoshuang | JapóYutaka Aihara · Takashi Chinen · Daisuke Nishikawa · Yoshiaki Hatakeda · Yukio Iketani · Masayuki Matsunaga |
| 1996 Atlanta         | RússiaSergei Kharkov · Nikolai Kryukov · Aleksei Némov · Evgeny Podgorny · Dmitri Trush · Dmitri Vassilenko · Alexei Voropaev | R.P. de la XinaFan Bin · Fan Hongbin · Huang Huadong · Huang Liping · Li Xiaoshuang · Shen Jian · Zhang Jinjing | UcraïnaIgor Korobchinsky · Oleg Kosyak · Hrihori Missiutin · Vladimir Shamenko · Rustam Sharipov · Alexander Svetlichny · Yuri Yermakov |
| 2000 Sydney          | R.P. de la XinaYang Wei · Zheng Lihui · Li Xiaopeng · Xing Aowei · Huang Xu · Xiao Junfeng | UcraïnaOleksandr Beresh · Oleksandr Svetlichny · Roman Zozulia · Valery Goncharov · Valery Pereshkura · Ruslan Mezentsev | RússiaAleksei Némov · Maksim Alyoshin · Alexei Bondarenko · Nikolai Kryukov · Evgeny Podgorny · Dmitri Drevin |
| 2004 Atenes          | JapóTakehiro Kashima · Hisashi Mizutori · Daisuke Nakano · Hiroyuki Tomita · Naoya Tsukahara · Isao Yoneda | Estats UnitsJason Gatson · Morgan Hamm · Paul Hamm · Brett McClure · Blaine Wilson · Guard Young | RomaniaMarian Drăgulescu · Ilie Daniel Popescu · Dan Nicolae Potra · Răzvan Dorin Şelariu · Ioan Silviu Suciu · Marius Urzică |
| 2008 Pequín          | R.P. de la XinaYibing Chen · Huang Xu · Xiaopeng Li · Qin Xiao · Yang Wei · Kai Zou | JapóTakehiro Kashima · Takuya Nakase · Makoto Okiguchi · Koki Sakamoto · Hiroyuki Tomita · Kohei Uchimura | Estats UnitsAlexander Artemev · Raj Bhavsar · Joey Hagerty · Jonathan Horton · Justin Spring · Kai Wen Tan |
| 2012 Londres         | R.P. de la XinaYibing Chen · Zhe Feng · Weiyang Guo · Chenglong Zhang · Kai Zou | JapóRyohei Kato · Kazuhito Tanaka · Yusuke Tanaka · Kohei Uchimura · Koji Yamamuro | Regne UnitSam Oldham · Daniel Purvis · Louis Smith · Kristian Thomas · Max Whitlock |
| 2016 Rio             | JapóKenzō Shirai · Yusuke Tanaka · Koji Yamamuro · Kōhei Uchimura · Ryōhei Katō | RússiaDenis Ablyazin · David Belyavskiy · Ivan Stretovich · Nikolai Kuksenkov · Nikita Nagornyy | R.P. de la XinaDeng Shudi · Lin Chaopan · Liu Yang · You Hao · Zhang Chenglong |

##### Exercici de terra
| Edició               | Or                   | Argent             | Bronze             |
| 1932 Los Angeles     | István Pelle         | Georges Miez       | Mario Lertora      |
| 1936 Berlín          | Georges Miez         | Josef Walter       | Konrad Frey        |
| 1936 Berlín          | Georges Miez         | Josef Walter       | Eugen Mack         |
| 1948 Londres         | Ferenc Pataki        | János Klencs       | Zdenek Ruzicka     |
| 1952 Hèlsinki        | William Thoresson    | Jerzy Jokiel       | No es concedí      |
| 1952 Hèlsinki        | William Thoresson    | Tadao Uesako       | No es concedí      |
| 1956 Melbourne       | Valentin Muratov     | Nobuyuki Aihara    | No es concedí      |
| 1956 Melbourne       | Valentin Muratov     | Viktor Chukarin    | No es concedí      |
| 1956 Melbourne       | Valentin Muratov     | William Thoresson  | No es concedí      |
| 1960 Roma            | Nobuyuki Aihara      | Yuri Titov         | Franco Menichelli  |
| 1964 Tòquio          | Franco Menichelli    | Yukio Endo         | No es concedí      |
| 1964 Tòquio          | Franco Menichelli    | Viktor Lisitzky    | No es concedí      |
| 1968 Ciutat de Mèxic | Sawao Kato           | Akinori Nakayama   | Takeshi Kato       |
| 1972 Múnic           | Nikolai Andriànov    | Akinori Nakayama   | Shigeru Kasamatsu  |
| 1976 Mont-real       | Nikolai Andriànov    | Vladimir Marchenko | Peter Kormann      |
| 1980 Moscou          | Roland Brückner      | Nikolai Andriànov  | Alexander Dityatin |
| 1984 Los Angeles     | Li Ning              | Lou Yun            | Koji Sotomura      |
| 1984 Los Angeles     | Li Ning              | Lou Yun            | Philippe Vatuone   |
| 1988 Seül            | Sergei Kharkov       | Vladimir Artemov   | Yukio Iketani      |
| 1988 Seül            | Sergei Kharkov       | Vladimir Artemov   | Lou Yun            |
| 1992 Barcelona       | Li Xiaoshuang        | Yukio Iketani      | No es concedí      |
| 1992 Barcelona       | Li Xiaoshuang        | Hrihori Missiutin  | No es concedí      |
| 1996 Atlanta         | Ioannis Melissanidis | Li Xiaoshuang      | Aleksei Némov      |
| 2000 Sydney          | Igors Vihrovs        | Aleksei Némov      | Jordan Jovtchev    |
| 2004 Atenes          | Kyle Shewfelt        | Marian Dragulescu  | Jordan Jovtchev    |
| 2008 Pequín          | Zou Kai              | Gervasi Deferr     | Anton Golotsutskov |
| 2012 Londres         | Zou Kai              | Kohei Uchimura     | Denis Ablyazin     |
| 2016 Rio             | Max Whitlock         | Diego Hypólito     | Arthur Mariano     |

##### Barra fixa
| Edició               | Or                                   | Argent                               | Bronze                               |
| 1896 Atenes          | Hermann Weingärtner                  | Alfred Flatow                        | No es concedí                        |
| 1900 París           | No fou inclòs en el programa olímpic | No fou inclòs en el programa olímpic | No fou inclòs en el programa olímpic |
| 1904 St. Louis       | Anton Heida                          | No es concedí                        | George Eyser                         |
| 1904 St. Louis       | Edward Hennig                        | No es concedí                        | George Eyser                         |
| 1908–1920            | No fou inclòs en el programa olímpic | No fou inclòs en el programa olímpic | No fou inclòs en el programa olímpic |
| 1924 París           | Leon Štukelj                         | Jean Gutweninger                     | Alphonse Higelin                     |
| 1928 Amsterdam       | Georges Miez                         | Romeo Neri                           | Eugen Mack                           |
| 1932 Los Angeles     | Dallas Bixler                        | Heikki Savolainen                    | Einari Teräsvirta                    |
| 1936 Berlín          | Aleksanteri Saarvala                 | Konrad Frey                          | A. Schwarzmann                       |
| 1948 Londres         | Josef Stalder                        | Walter Lehmann                       | Veikko Huhtanen                      |
| 1952 Hèlsinki        | Jack Günthard                        | Alfred Schwarzmann                   | No es concedí                        |
| 1952 Hèlsinki        | Jack Günthard                        | Josef Stalder                        | No es concedí                        |
| 1956 Melbourne       | Takashi Ono                          | Yuri Titov                           | Masao Takemoto                       |
| 1960 Roma            | Takashi Ono                          | Masao Takemoto                       | Boris Shakhlin                       |
| 1964 Tòquio          | Boris Shakhlin                       | Yuri Titov                           | Miroslav Cerar                       |
| 1968 Ciutat de Mèxic | Akinori Nakayama                     | No es concedí                        | Eizo Kenmotsu                        |
| 1968 Ciutat de Mèxic | Mikhail Voronin                      | No es concedí                        | Eizo Kenmotsu                        |
| 1972 Múnic           | Mitsuo Tsukahara                     | Sawao Kato                           | S. Kasamatsu                         |
| 1976 Mont-real       | Mitsuo Tsukahara                     | Eizo Kenmotsu                        | Eberhard Gienger                     |
| 1976 Mont-real       | Mitsuo Tsukahara                     | Eizo Kenmotsu                        | Henry Boerio                         |
| 1980 Moscou          | Stoyan Deltchev                      | Alexander Dityatin                   | Nikolai Andriànov                    |
| 1984 Los Angeles     | Shinji Morisue                       | Tong Fei                             | Koji Gushiken                        |
| 1988 Seül            | Vladimir Artemov                     | No es concedí                        | Holger Behrendt                      |
| 1988 Seül            | Valeri Liukin                        | No es concedí                        | Marius Gherman                       |
| 1992 Barcelona       | Trent Dimas                          | Hrihori Missiutin                    | No es concedí                        |
| 1992 Barcelona       | Trent Dimas                          | Andreas Wecker                       | No es concedí                        |
| 1996 Atlanta         | Andreas Wecker                       | Krassimir Dounev                     | Fan Bin                              |
| 1996 Atlanta         | Andreas Wecker                       | Krassimir Dounev                     | Aleksei Némov                        |
| 1996 Atlanta         | Andreas Wecker                       | Krassimir Dounev                     | Vitali Sxerbo                        |
| 2000 Sydney          | Aleksei Némov                        | Benjamin Varonian                    | Lee Joo-Hyung                        |
| 2004 Atenes          | Igor Cassina                         | Paul Hamm                            | Isao Yoneda                          |
| 2008 Pequín          | Zou Kai                              | Jonathan Horton                      | F. Hambuechen                        |
| 2012 Londres         | Epke Zonderland                      | Fabian Hambüchen                     | Zou Kai                              |
| 2016 Rio             | Fabian Hambüchen                     | Danell Leyva                         | Nile Wilson                          |

##### Barres paral·leles
| Edició               | Or                                   | Argent                               | Bronze                               |
| 1896 Atenes          | Alfred Flatow                        | Louis Zutter                         | No es concedí                        |
| 1900 París           | No fou inclòs en el programa olímpic | No fou inclòs en el programa olímpic | No fou inclòs en el programa olímpic |
| 1904 St. Louis       | George Eyser                         | Anton Heida                          | John Duha                            |
| 1908–1920            | No fou inclòs en el programa olímpic | No fou inclòs en el programa olímpic | No fou inclòs en el programa olímpic |
| 1924 París           | August Güttinger                     | Robert Prazak                        | Giorgio Zampori                      |
| 1928 Amsterdam       | Ladislav Vacha                       | Josip Primozic                       | Hermann Hänggi                       |
| 1932 Los Angeles     | Romeo Neri                           | István Pelle                         | Heikki Savolainen                    |
| 1936 Berlín          | Konrad Frey                          | Michael Reusch                       | Alfred Schwarzmann                   |
| 1948 Londres         | Michael Reusch                       | Veikko Huhtanen                      | Christian Kipfer                     |
| 1948 Londres         | Michael Reusch                       | Veikko Huhtanen                      | Josef Stalder                        |
| 1952 Hèlsinki        | Hans Eugster                         | Viktor Chukarin                      | Josef Stalder                        |
| 1956 Melbourne       | Viktor Chukarin                      | Masami Kubota                        | Takashi Ono                          |
| 1956 Melbourne       | Viktor Chukarin                      | Masami Kubota                        | Masao Takemoto                       |
| 1960 Roma            | Boris Shakhlin                       | Giovanni Carminucci                  | Takashi Ono                          |
| 1964 Tòquio          | Yukio Endo                           | Shuji Tsurumi                        | Franco Menichelli                    |
| 1968 Ciutat de Mèxic | Akinori Nakayama                     | Mikhail Voronin                      | Viktor Klimenko                      |
| 1972 Múnic           | Sawao Kato                           | Shigeru Kasamatsu                    | Eizo Kenmotsu                        |
| 1976 Mont-real       | Sawao Kato                           | Nikolai Andriànov                    | Mitsuo Tsukahara                     |
| 1980 Moscou          | Alexander Tkachyov                   | Alexander Dityatin                   | Roland Brückner                      |
| 1984 Los Angeles     | Bart Conner                          | Nobuyuki Kajitani                    | Mitch Gaylord                        |
| 1988 Seül            | Vladimir Artemov                     | Valeri Liukin                        | Sven Tippelt                         |
| 1992 Barcelona       | Vitali Sxerbo                        | Li Jing                              | Igor Korobchinsky                    |
| 1992 Barcelona       | Vitali Sxerbo                        | Li Jing                              | Guo Linyao                           |
| 1992 Barcelona       | Vitali Sxerbo                        | Li Jing                              | Masayuki Matsunaga                   |
| 1996 Atlanta         | Rustam Sharipov                      | Jair Lynch                           | Vitali Sxerbo                        |
| 2000 Sydney          | Li Xiaopeng                          | Lee Joo-Hyung                        | Aleksei Némov                        |
| 2004 Atenes          | Valeri Goncharov                     | Hiroyuki Tomita                      | Li Xiaopeng                          |
| 2008 Pequín          | Li Xiaopeng                          | Yoo Wonchul                          | Anton Fokin                          |
| 2012 Londres         | Feng Zhe                             | Marcel Nguyen                        | Hamilton Sabot                       |
| 2016 Rio             | Oleg Vernyayev                       | Danell Leyva                         | David Belyavskiy                     |

##### Cavall amb arcs
| Edició               | Or                                   | Argent                               | Bronze                               |
| 1896 Atenes          | Louis Zutter                         | Hermann Weingartner                  | No es concedí                        |
| 1900 París           | No fou inclòs en el programa olímpic | No fou inclòs en el programa olímpic | No fou inclòs en el programa olímpic |
| 1904 St. Louis       | Anton Heida                          | George Eyser                         | William Merz                         |
| 1908–1920            | No fou inclòs en el programa olímpic | No fou inclòs en el programa olímpic | No fou inclòs en el programa olímpic |
| 1924 París           | Josef Wilhelm                        | Jean Gutweninger                     | Antoine Rebetez                      |
| 1928 Amsterdam       | Hermann Hänggi                       | Georges Miez                         | Heikki Savolainen                    |
| 1932 Los Angeles     | István Pelle                         | Omero Bonoli                         | Frank Haubold                        |
| 1936 Berlín          | Konrad Frey                          | Eugen Mack                           | Albert Bachmann                      |
| 1948 London          | Paavo Aaltonen                       | No es concedí                        | No es concedí                        |
| 1948 London          | Veikko Huhtanen                      | No es concedí                        | No es concedí                        |
| 1948 London          | Heikki Savolainen                    | No es concedí                        | No es concedí                        |
| 1952 Hèlsinki        | Viktor Chukarin                      | Yevgeni Korolkov                     | No es concedí                        |
| 1952 Hèlsinki        | Viktor Chukarin                      | Hrant Xahinian                       | No es concedí                        |
| 1956 Melbourne       | Boris Shakhlin                       | Takashi Ono                          | Viktor Chukarin                      |
| 1960 Roma            | Eugen Ekman                          | No es concedí                        | Shuji Tsurumi                        |
| 1960 Roma            | Boris Shakhlin                       | No es concedí                        | Shuji Tsurumi                        |
| 1964 Tòquio          | Miroslav Cerar                       | Shuji Tsurumi                        | Yuri Tsapenko                        |
| 1968 Ciutat de Mèxic | Miroslav Cerar                       | Olli Laiho                           | Mikhail Voronin                      |
| 1972 Múnic           | Viktor Klimenko                      | Sawao Kato                           | Eizo Kenmotsu                        |
| 1976 Mont-real       | Zoltan Magyar                        | Eizo Kenmotsu                        | Nikolai Andriànov                    |
| 1976 Mont-real       | Zoltan Magyar                        | Eizo Kenmotsu                        | Michael Nikolay                      |
| 1980 Moscou          | Zoltan Magyar                        | Alexander Dityatin                   | Michael Nikolay                      |
| 1984 Los Angeles     | Li Ning                              | No es concedí                        | Timothy Daggett                      |
| 1984 Los Angeles     | Peter Vidmar                         | No es concedí                        | Timothy Daggett                      |
| 1988 Seül            | Dmitri Bilozertxev                   | No es concedí                        | No es concedí                        |
| 1988 Seül            | Zsolt Borkai                         | No es concedí                        | No es concedí                        |
| 1988 Seül            | Lubomir Geraskov                     | No es concedí                        | No es concedí                        |
| 1992 Barcelona       | Pae Gil-Su                           | No es concedí                        | Andreas Wecker                       |
| 1992 Barcelona       | Vitali Sxerbo                        | No es concedí                        | Andreas Wecker                       |
| 1996 Atlanta         | Donghua Li                           | Marius Urzică                        | Aleksei Némov                        |
| 2000 Sydney          | Marius Urzică                        | Eric Poujade                         | Aleksei Némov                        |
| 2004 Atenes          | Teng Haibin                          | Marius Urzică                        | Takehiro Kashima                     |
| 2008 Pequín          | Xiao Qin                             | Filip Ude                            | Louis Smith                          |
| 2012 Londres         | Kristián Berki                       | Louis Smith                          | Max Whitlock                         |
| 2016 Rio             | Max Whitlock                         | Louis Smith                          | Alexander Naddour                    |

##### Anelles
| Edició               | Or                                   | Argent                               | Bronze                               |
| 1896 Atenes          | Ioannis Mitropoulos                  | H. Weingärtner                       | Petros Persakis                      |
| 1900 París           | No fou inclòs en el programa olímpic | No fou inclòs en el programa olímpic | No fou inclòs en el programa olímpic |
| 1904 St. Louis       | Herman Glass                         | William Merz                         | Emil Voigt                           |
| 1908–1920            | No fou inclòs en el programa olímpic | No fou inclòs en el programa olímpic | No fou inclòs en el programa olímpic |
| 1924 París           | Francesco Martino                    | Robert Prazak                        | Ladislav Vacha                       |
| 1928 Amsterdam       | Leon Štukelj                         | Ladislav Vacha                       | Emanuel Loffler                      |
| 1932 Los Angeles     | George Gulack                        | William Denton                       | Giovanni Lattuada                    |
| 1936 Berlín          | Alois Hudec                          | Leon Štukelj                         | Matthias Volz                        |
| 1948 Londres         | Karl Frei                            | Michael Reusch                       | Zdenek Ruzicka                       |
| 1952 Hèlsinki        | Hrant Xahinian                       | Viktor Chukarin                      | Hans Eugster                         |
| 1952 Hèlsinki        | Hrant Xahinian                       | Viktor Chukarin                      | Dmitri Leonkin                       |
| 1956 Melbourne       | Albert Azaryan                       | Valentin Muratov                     | Masao Takemoto                       |
| 1956 Melbourne       | Albert Azaryan                       | Valentin Muratov                     | Masami Kubota                        |
| 1960 Roma            | Albert Azaryan                       | Boris Shakhlin                       | Velik Kapsazov                       |
| 1960 Roma            | Albert Azaryan                       | Boris Shakhlin                       | Takashi Ono                          |
| 1964 Tòquio          | Takuji Hayata                        | Franco Menichelli                    | Boris Shakhlin                       |
| 1968 Ciutat de Mèxic | Akinori Nakayama                     | Mikhail Voronin                      | Sawao Kato                           |
| 1972 Múnic           | Akinori Nakayama                     | Mikhail Voronin                      | Mitsuo Tsukahara                     |
| 1976 Mont-real       | Nikolai Andriànov                    | Alexander Dityatin                   | Danut Grecu                          |
| 1980 Moscou          | Alexander Dityatin                   | Alexander Tkachyov                   | Jiri Tabak                           |
| 1984 Los Angeles     | Koji Gushiken                        | No es concedí                        | Mitch Gaylord                        |
| 1984 Los Angeles     | Li Ning                              | No es concedí                        | Mitch Gaylord                        |
| 1988 Seül            | Holger Behrendt                      | No es concedí                        | Sven Tippelt                         |
| 1988 Seül            | Holger Behrendt                      | No es concedí                        | Dmitri Bilozertxev                   |
| 1992 Barcelona       | Vitali Sxerbo                        | Li Jing                              | Andreas Wecker                       |
| 1996 Atlanta         | Jury Chechi                          | Dan Burinca                          | No es concedí                        |
| 1996 Atlanta         | Jury Chechi                          | Szilveszter Csollány                 | No es concedí                        |
| 2000 Sydney          | Szilveszter Csollány                 | D. Tampakos                          | Jordan Jovtchev                      |
| 2004 Atenes          | Dimosthenis Tampakos                 | Jordan Jovtchev                      | Jury Chechi                          |
| 2008 Pequín          | Chen Yibing                          | Yang Wei                             | Oleksandr Vorobiov                   |
| 2012 Londres         | Arthur Zanetti                       | Chen Yibing                          | Matteo Morandi                       |
| 2016 Rio             | Eleftherios Petrounias               | Arthur Zanetti                       | Denis Ablyazin                       |

##### Salt sobre cavall
| Edició               | Or                                   | Argent                               | Bronze                               |
| 1896 Atenes          | Carl Schuhmann                       | Louis Zutter                         | H. Weingärtner                       |
| 1900 París           | No fou inclòs en el programa olímpic | No fou inclòs en el programa olímpic | No fou inclòs en el programa olímpic |
| 1904 St. Louis       | George Eyser                         | Anton Heida                          | William Merz                         |
| 1908–1920            | No fou inclòs en el programa olímpic | No fou inclòs en el programa olímpic | No fou inclòs en el programa olímpic |
| 1924 París           | Frank Kriz                           | Jan Koutny                           | Bohumil Morkovsky                    |
| 1928 Amsterdam       | Eugen Mack                           | Emanuel Löffler                      | Stane Derganc                        |
| 1932 Los Angeles     | Savino Guglielmetti                  | Alfred Jochim                        | Edward Carmichael                    |
| 1936 Berlín          | Alfred Schwarzmann                   | Eugen Mack                           | Matthias Volz                        |
| 1948 Londres         | Paavo Aaltonen                       | Olavi Rove                           | János Klencs                         |
| 1948 Londres         | Paavo Aaltonen                       | Olavi Rove                           | Ferenc Pataki                        |
| 1948 Londres         | Paavo Aaltonen                       | Olavi Rove                           | Leo Sotornik                         |
| 1952 Hèlsinki        | Viktor Chukarin                      | Masao Takemoto                       | Takashi Ono                          |
| 1952 Hèlsinki        | Viktor Chukarin                      | Masao Takemoto                       | Tadao Uesako                         |
| 1956 Melbourne       | Helmut Bantz                         | No es concedí                        | Yuri Titov                           |
| 1956 Melbourne       | Valentin Muratov                     | No es concedí                        | Yuri Titov                           |
| 1960 Roma            | Takashi Ono                          | No es concedí                        | Vladimir Portnoi                     |
| 1960 Roma            | Boris Shakhlin                       | No es concedí                        | Vladimir Portnoi                     |
| 1964 Tòquio          | Haruhiro Yamashita                   | Viktor Lisitsky                      | Hannu Rantakari                      |
| 1968 Ciutat de Mèxic | Mikhail Voronin                      | Yukio Endo                           | Sergei Diomidov                      |
| 1972 Múnic           | Klaus Köste                          | Viktor Klimenko                      | Nikolai Andriànov                    |
| 1976 Mont-real       | Nikolai Andriànov                    | Mitsuo Tsukahara                     | Hiroshi Kajiyama                     |
| 1980 Moscou          | Nikolai Andriànov                    | Alexander Dityatin                   | Roland Brückner                      |
| 1984 Los Angeles     | Lou Yun                              | Mitch Gaylord                        | No es concedí                        |
| 1984 Los Angeles     | Lou Yun                              | Koji Gushiken                        | No es concedí                        |
| 1984 Los Angeles     | Lou Yun                              | Li Ning                              | No es concedí                        |
| 1984 Los Angeles     | Lou Yun                              | Shinji Morisue                       | No es concedí                        |
| 1988 Seül            | Lou Yun                              | Sylvio Kroll                         | Park Jong-Hoon                       |
| 1992 Barcelona       | Vitali Sxerbo                        | Hrihori Missiutin                    | Yoo Ok Ryul                          |
| 1996 Atlanta         | Aleksei Némov                        | Yeo Hong-Chul                        | Vitali Sxerbo                        |
| 2000 Sydney          | Gervasi Deferr                       | Alexey Bondarenko                    | Leszek Blanik                        |
| 2004 Atenes          | Gervasi Deferr                       | Jevgēņijs Saproņenko                 | Marian Dragulescu                    |
| 2008 Pequín          | Leszek Blanik                        | Thomas Bouhail                       | Anton Golotsutskov                   |
| 2012 Londres         | Yang Hak-Seon                        | Denis Ablyazin                       | Igor Radivilov                       |
| 2016 Rio             | Ri Se-Gwang                          | Denis Ablyazin                       | Kenzo Shirai                         |

#### Gimnàstica de trampolí

##### Prova individual
| Edició       | Or                   | Argent               | Bronze          |
| 2000 Sydney  | Alexander Moskalenko | Ji Wallace           | Mathieu Turgeon |
| 2004 Atenes  | Yuri Nikitin         | Alexander Moskalenko | Henrik Stehlik  |
| 2008 Pequín  | Lu Chunlong          | Jason Burnett        | Dong Dong       |
| 2012 Londres | Dong Dong            | Dmitri Ushakov       | Lu Chunlong     |
| 2016 Rio     | Uladzislau Hancharou | Dong Dong            | Lei Gao         |

### Programa eliminat

#### Gimnàstica artística

##### Barra fixa per equips
| Edició      | Or | Argent        | Bronze        |
| 1896 Atenes | AlemanyaFritz Hoffmann · Konrad Böcker · Alfred Flatow · Gustav Flatow · Georg Hillmar · Fritz Manteuffel · Karl Neukirch · Richard Röstel · Gustav Schuft · Carl Schuhmann · Hermann Weingärtner | No es concedí | No es concedí |

##### Barres paral·leles per equip
| Edició      | Or | Argent                                                                                     | Bronze                                                                                 |
| 1896 Atenes | AlemanyaFritz Hoffmann · Konrad Böcker · Alfred Flatow · Gustav Flatow · Georg Hillmar · Fritz Manteuffel · Karl Neukirch · Richard Röstel · Gustav Schuft · Carl Schuhmann · Hermann Weingärtner | GrèciaSotirios Athanasopoulos · Nikolaos Andriakopoulos · Petros Persakis · Thomas Xenakis | GrèciaIoannis Chrysafis · Ioannis Mitropoulos · Dimitrios Loundras · Filippos Karvelas |

##### Escalada de corda
| Edició           | Or                                   | Argent                               | Bronze                               |
| 1896 Atenes      | Nikolaos Andriakopoulos              | Thomas Xenakis                       | Fritz Hoffmann                       |
| 1900 París       | No fou inclòs en el programa olímpic | No fou inclòs en el programa olímpic | No fou inclòs en el programa olímpic |
| 1904 St. Louis   | George Eyser                         | Charles Krause                       | Emil Voigt                           |
| 1908–1920        | No fou inclòs en el programa olímpic | No fou inclòs en el programa olímpic | No fou inclòs en el programa olímpic |
| 1924 París       | Bedrich Supcik                       | Albert Seguin                        | August Güttinger                     |
| 1924 París       | Bedrich Supcik                       | Albert Seguin                        | Ladislav Vacha                       |
| 1928 Amsterdam   | No fou inclòs en el programa olímpic | No fou inclòs en el programa olímpic | No fou inclòs en el programa olímpic |
| 1932 Los Angeles | Raymond Bass                         | William Galbraith                    | Thomas Connolly                      |

##### Exercicis de maces
| Edició         | Or            | Argent     | Bronze       |
| 1904 St. Louis | Edward Hennig | Emil Voigt | Ralph Wilson |

##### Combinada
| Edició         | Or          | Argent       | Bronze       |
| 1904 St. Louis | Anton Heida | George Eyser | William Merz |

##### Triatló
| Edició         | Or             | Argent         | Bronze        |
| 1904 St. Louis | Adolf Spinnler | Julius Lenhart | Wilhelm Weber |

##### Equips sistema lliure
| Edició        | Or | Argent | Bronze |
| 1912 Estocolm | NoruegaIsak Abrahamsen · Hans Beyer · Hartmann Bjørnsen · Alfred Engelsen · Bjarne Johnsen · Sigurd Jørgensen · Knud Leonard Knudsen · Alf Lie · Rolf Lie · Tor Lund · Petter Martinsen · Per Mathiesen · Jacob Opdahl · Nils Opdahl · Bjarne Pettersen · Frithjof Sælen · Øistein Schirmer · Georg Selenius · Sigvard Sivertsen · Robert Sjursen · Einar Strøm · Gabriel Thorstensen · Thomas Thorstensen · Nils Voss | Finlàndia Kaarlo Ekholm Eino Forsström Eero Hyvärinen Mikko Hyvärinen Tauno Ilmoniemi Ilmari Keinänen Jalmari Kivenheimo Karl Lund Aarne Pelkonen Ilmari Pernaja Arvid Rydman Eino Saastamoinen Aarne Salovaara Heikki Sammallahti Hannes Sirola Klaus Suomela Lauri Tanner Väinö Tiiri Kaarlo Vähämäki Kaarlo Vasama | DinamarcaAxel Andersen · Hjalmart Andersen · Halvor Birch · Wilhelm Grimmelmann · Arvor Hansen · Christian Hansen · Marius Hansen · Charles Jensen · Hjalmar Peter Johansen · Poul Jørgensen · Carl Krebs · Vigo Madsen · Lukas Nielsen · Rikard Nordstrøm · Steen Olsen · Oluf Olsson · Carl Pedersen · Oluf Pedersen · Niels Petersen · Christian Svendsen |
| 1920 Anvers   | DinamarcaGeorg Albertsen · Rudolf Andersen · Viggo Dibbern · Fritz Eisenöe · Aage Frandsen · Hans Trier Hansen · Hugo Helsten · Harry Holm · Herold Jansson · Robert Johnsen · Christian Juhl · Vilhelm Lange · Svend Madsen · Peder Marcussen · Peder Møller · Lukas Nielsen · Niels Turin Nielsen · Oluf Olsson · Steen Olsen · Christian Pedersen · Hans Rønne · Harry Sørensen · Christian Thomas · Knud Vermehren | NoruegaAlf Aanning · Karl Aas · Jørgen Andersen · Gustav Bayer · Jørgen Bjørnstad · Asbjørn Bodahl · Eilert Bøhm · Trygve Bøyesen · Ingolf Davidsen · Håkon Endreson · Jacob Erstad · Harald Færstad · Hermann Helgesen · Petter Hol · Otto Johannessen · Johan Anker Johansen · Trygve Kristoffersen · Henrik Nielsen · Jacob Opdahl · Arthur Rydstrøm · Frithjof Sælen · Bjørn Skjærpe · Wilhelm Steffensen · Olav Sundal · Reidar Tønsberg · Lauritz Wigand-Larsen | No es concedí |

##### Equips sistema suec
| Edició        | Or | Argent | Bronze |
| 1912 Estocolm | SuèciaPer Bertilsson · Carl-Ehrenfried Carlberg · Nils Granfelt · Curt Hartzell · Oswald Holmberg · Anders Hylander · Axel Janse · Boo Kullberg · Sven Landberg · Per Nilsson · Benkt Norelius · Axel Norling · Daniel Norling · Sven Rosén · Nils Silfverskiöld · Carl Silfverstrand · John Sörenson · Yngve Stiernspetz · Carl-Erik Svensson · Karl Johan Svensson · Knut Torell · Edward Wennerholm · Claes Wersäll · David Wiman | DinamarcaPeter Andersen · Valdemar Bøggild · Søren Peter Christensen · Ingvald Eriksen · George Falcke · Torkild Garp · Hans Trier Hansen · Johannes Hansen · Rasmus Hansen · Jens Kristian Jensen · Søren Alfred Jensen · Karl Kirk · Jens Kirkegaard · Olaf Kjems · Carl Larsen · Jens Peter Laursen · Marius Lefèvre · Povl Mark · Einar Olsen · Hans Pedersen · Hans Eiler Pedersen · Olaf Pedersen · Peder Larsen Pedersen · Aksel Sørensen · Martin Thau · Søren Thorborg · Kristen Vadgaard · Johannes Vinther | NoruegaArthur Amundsen · Jørgen Andersen · Trygve Bøyesen · Georg Brustad · Conrad Christensen · Oscar Engelstad · Marius Eriksen · Axel Henry Hansen · Petter Hol · Eugen Ingebretsen · Olaf Ingebretsen · Olof Jacobsen · Erling Jensen · Thor Jensen · Frithjof Olsen · Oscar Olstad · Edvin Paulsen · Carl Alfred Pedersen · Paul Pedersen · Rolf Robach · Sigurd Smebye · Torleif Torkildsen                             |
| 1920 Anvers   | SuèciaFausto Acke · Albert Andersson · Arvid Andersson-Holtman · Helge Bäckander · Bengt Bengtsson · Fabian Biörck · Erik Charpentier · Sture Ericsson-Ewréus · Konrad Granström · Helge Gustafsson · Åke Häger · Ture Hedman · Sven Johnson · Sven-Olof Jonsson · Karl Lindahl · Edmund Lindmark · Bengt Morberg · Frans Persson · Klas Särner · Curt Sjöberg · Gunnar Söderlindh · John Sörenson · Erik Svensén · Gösta Törner     | DinamarcaJohannes Birk · Frede Hansen · Frederik Hansen · Kristian Hansen · Hans Jakobsen · Aage Jørgensen · Alfred Frøkjær Jørgensen · Alfred Ollerup Jørgensen · Arne Jørgensen · Knud Kirkeløkke · Jens Lambæk · Kristian Larsen · Kristian Madsen · Niels Erik Nielsen · Niels Kristian Nielsen · Dynes Pedersen · Hans Pedersen · Johannes Pedersen · Peter Dorf Pedersen · Rasmus Rasmussen · Hans Christian Sørensen · Hans Laurids Sørensen · Søren Sørensen · Georg Vest · Aage Walther                      | BèlgicaPaul Arets · Léon Bronckaert · Léopold Clabots · Jean-Baptiste Claessens · Léon Darrien · Lucien Dehoux · Ernest Deleu · Émile Duboisson · Ernest Dureuil · Joseph Fiems · Marcel Hansen · Louis Henin · Omer Hoffman · Félix Logiest · Charles Maerschalck · René Paenhuijsen · Arnold Pierret · René Pinchart · Gaspar Pirotte · Augustien Pluys · Léopold Son · Édouard Taeymans · Pierre Thiriar · Henri Verhavert |

##### Salt sobre cavall lateral
| Edició     | Or            | Argent            | Bronze        |
| 1924 París | Albert Seguin | François Gangloff | No es concedí |
| 1924 París | Albert Seguin | Jean Gounot       | No es concedí |

##### Llançament de maces
| Edició           | Or          | Argent          | Bronze             |
| 1932 Los Angeles | George Roth | Philip Erenberg | William Kuhlemeier |

##### Tumbling
| Edició           | Or            | Argent       | Bronze           |
| 1932 Los Angeles | Rowland Wolfe | Edward Gross | William Herrmann |